# Tomás Squie
Tomás Nahuel Squie (Ringuelet, La Plata, Argentina; 29 de agosto de 1998) es un futbolista argentino. Juega como lateral izquierdo y su equipo actual es el Club Atlético Estudiantes de la Primera B Nacional.

## Trayectoria
Squie es surgido de las categorías inferiores de Defensores de Cambaceres. Su debut profesional lo hizo el 23 de febrero de 2022 ante el Club Atlético Lanús, en una derrota por 5 - 0 por la 1.ª ronda de la Copa Argentina. Habiendo jugado un solo partido en el club, se trasladó al Club Sportivo Peñarol. 
Su debut en Club Sportivo Peñarol lo hizo el 17 de junio de 2023 ante San Martín de Mendoza en la jornada 16 del Torneo Federal A. En Sportivo Peñarol jugó 15 partidos y marcó un único gol en la victoria por 3-1 sobre San Martín de Mendoza.
Tras un único año, el jugador llegó a Sarmiento de Resistencia, con el cual debutó en la victoria por 1 - 0 sobre Sol de América. En Sarmiento sumó 23 partidos y no logró anotar ningún gol. 
Su fichaje por el Club Atlético Estudiantes fue anunciado a través de la cuenta oficial del club en Instagram.

## Estilo de juego
Tomás es un lateral completo, reconocido por su destacada proyección ofensiva y su notable ritmo de juego. En situaciones ofensivas generadas desde el centro del campo, suele incorporarse al ataque adoptando un rol similar al de un extremo. Una vez en posesión del balón, demuestra versatilidad al intentar desbordar a sus rivales mediante regates hacia el exterior o recortes hacia el interior, dependiendo de las circunstancias.
En las zonas más retrasadas del campo, Tomás se caracteriza por su capacidad para realizar pases precisos entre líneas, ya sea con envíos rasos o balones aéreos de larga distancia. Su velocidad le permite realizar transiciones rápidas, tanto en defensa como en ataque, facilitándole recuperar terreno para frenar a los delanteros rivales y participar activamente en las jugadas ofensivas.